# 辻昌子
辻 昌子（つじ まさこ、1963年1月9日 - ）は、日本のフリーアナウンサー。ハイブリッヂコミュニケーション所属。神奈川県横須賀市出身。本名同じ。

## 略歴
東洋女子短期大学英語英文科卒業。1986年、テレビ朝日の情報番組『気分はシャッフル』のレポーターとしてデビュー。その後、日本テレビのワイドショー番組『キャッチ』の司会をはじめ、様々な番組で司会やレポーターを担当した。1998年12月から9年間イギリス・ロンドンに在住経験があり、そこで日本語教師を務めたことがある。
現在はテレビ東京の情報番組『ものスタMOVE』（現：『ものスタ』）のレポーター兼MCとして2009年3月の番組開始からレギュラー出演している。

## エピソード
- 家族構成は自身を含め単身赴任中の夫と長男（社会人）、次男（大学３年）の4人家族。

## 出演番組

### 現在
- ものスタMOVE → ものスタ  -レポーター兼MC（テレビ東京、2009年3月30日-）

### 過去
日本テレビ
- キャッチ-司会（小倉智昭と）
- NNN報道特別番組『おめでとう!礼宮さま、紀子さま』-司会
- ホップ・ステップ'88-レポーター

フジテレビ
- キッコーマン・Coo!-司会

テレビ朝日
- こだわりTV PRE★STAGE-司会
- 気分はシャッフル-レポーター

テレビ東京
- お天気パラダイス-コーナー司会
- もっと素敵に!-ショッピングコーナー担当
- プロント!ボッテーガー-司会

日本BS放送
- 服部幸應のLet's Shoku-Iku 炎の食育談義-司会